# Anthomyces alpinus
Anthomyces alpinus är en svampart som beskrevs av Grüss 1927. Anthomyces alpinus ingår i släktet Anthomyces och familjen Raveneliaceae.   Inga underarter finns listade i Catalogue of Life.